# Vita van der Linden
Vita van der Linden (Nijmegen, 4 januari 1997) is een voetbalspeelster die uitkomt voor het vrouwenelftal van PEC Zwolle.

## Clubcarrière
Op 10 juli 2015 kwam van der Linden bij de Ajax selectie met een contract voor een jaar, daarvoor speelde ze voor Eindhoven CTO en SV Orion.
Van der Linden speelde bij het Nederlands Elftal O17 (met 7 interlands en een doelpunt) en in Oranje O19 (met 17 interlands en drie doelpunten) en in mei 2019 bij Oranje O23 in het Nordic Tournament.. Op 23 juli 2019 werd bekend dat ze had getekend bij Bristol City WFC. Ze speelt daar maar 1 wedstrijd, en gaat vervolgens naar het Franse Stade de Reims, waar ze in twee seizoenen 20 wedstrijden speelt. In de zomer van 2021 tekende ze opnieuw een contract bij Ajax voor een jaar, dat vervolgens nog een jaar wordt verlengd. In het seizoen 2023/24 kwam Van der Linden uit voor Oud-Heverlee Leuven, om vervolgens op 28 september 2024 terug te keren in Nederland bij PEC Zwolle.

### Carrièrestatistieken
| Seizoen                         | Club                | Land            | Competitie              | Competitie | Competitie | Beker | Beker | Internationaal | Internationaal | Overig | Overig | Totaal | Totaal |
| Seizoen                         | Club                | Land            | Competitie              | Wed.       | Dlp.       | Wed.  | Dlp.  | Wed.           | Dlp.           | Wed.   | Dlp.   | Wed.   | Dlp.   |
| ------------------------------- | ------------------- | --------------- | ----------------------- | ---------- | ---------- | ----- | ----- | -------------- | -------------- | ------ | ------ | ------ | ------ |
| 2013/14                         | FC Eindhoven/PSV    | Nederland       | Women's BeNe League     | 1          | 0          | 0     | 0     | –              | –              | 0      | 0      | 1      | 0      |
| 2014/15                         | FC Eindhoven/PSV    | Nederland       | Women's BeNe League     | 0          | 0          | 0     | 0     | –              | –              | 0      | 0      | 0      | 0      |
| 2015/16                         | Ajax                | Nederland       | Vrouwen Eredivisie      | 9          | 0          | –     | –     | –              | –              | 0      | 0      | 9      | 0      |
| 2016/17                         | Ajax                | Nederland       | Vrouwen Eredivisie      | 3          | 0          | –     | –     | –              | –              | 0      | 0      | 3      | 0      |
| 2017/18                         | Ajax                | Nederland       | Vrouwen Eredivisie      | 7          | 0          | –     | –     | 0              | 0              | 0      | 0      | 7      | 0      |
| 2018/19                         | Ajax                | Nederland       | Vrouwen Eredivisie      | 10         | 0          | –     | –     | 6              | 0              | 0      | 0      | 16     | 0      |
| 2019/20                         | Bristol City WFC    | Engeland        | FA Women's Super League | 1          | 0          | 3     | 0     | –              | –              | –      | –      | 4      | 0      |
| 2019/20                         | Stade de Reims      | Frankrijk       | Division 1 Féminine     | 2          | 0          | –     | –     | –              | –              | –      | –      | 2      | 0      |
| 2020/21                         | Stade de Reims      | Frankrijk       | Division 1 Féminine     | 18         | 0          | 1     | 0     | –              | –              | –      | –      | 19     | 0      |
| 2021/22                         | Ajax                | Nederland       | Vrouwen Eredivisie      | 11         | 0          | –     | –     | –              | –              | 0      | 0      | 11     | 0      |
| 2022/23                         | Ajax                | Nederland       | Vrouwen Eredivisie      | 3          | 0          | 0     | 0     | 0              | 0              | 1      | 0      | 4      | 0      |
| 2023/24                         | Oud-Heverlee Leuven | België          | Super League            | –          | –          | –     | –     | –              | –              | –      | –      | –      | –      |
| 2024/25                         | PEC Zwolle          | Nederland       | Vrouwen Eredivisie      | 9          | 0          | 0     | 0     | –              | –              | 0      | 0      | 9      | 0      |
| Carrière totaal                 | Carrière totaal     | Carrière totaal | Carrière totaal         | 74         | 0          | 4     | 0     | 6              | 0              | 1      | 0      | 85     | 0      |
| Bijgewerkt tot 22 december 2024 |                     |                 |                         |            |            |       |       |                |                |        |        |        |        |

## Erelijst
Ajax
| Nationaal     |    |                                    |
| Landskampioen | 3× | 2016/17, 2017/18, 2022/23          |
| KNVB Beker    | 4× | 2016/17, 2017/18, 2018/19, 2021/22 |